# フィリップ・シュロット
フィリップ・アンドリュー・"フィル"・シュロット（Philip Andrew "Phil" Schrodt、1951年7月24日 - ）は、政治ニュースの自動データ化とイベントコーディングの研究で知られる政治学者である。
2013年8月1日、ペンシルベニア州立大学教授を辞め、フルタイムのコンサルタントになることを発表した。シュロットは現在、統計コンサルティング会社パラス・アナリティカル・システムズ社のシニア・リサーチ・サイエンティストである。

## 経歴
1976年にインディアナ大学で数学の修士号と政治学の博士号を取得した。ノースウェスタン大学で12年、カンザス大学で21年、ペンシルベニア州立大学で4年勤務した後、学術界を離れ、民間企業であるパラス・アナリティカル・システムズ社に就職した。

## 学術研究
シュロットの研究は、主に政治ニュースのイベントデータの自動コーディングに集中している。1994年にカンザス・イベント・データ・システム（Kansas Event Data System、KEDS）を作成し、1995年にアメリカ政治学会から「優秀コンピュータ・ソフトウェア賞」を受賞した。2000年には、KEDSを改良したTABARI（Textual Analysis by Augmented Replacement Instructions）ソフトウェアを作成した。さらに、デボラ J.ガーナー（Deborah J. Gerner ）らとともに、Conflict and Mediation Event Observations（CAMEO）データコーディングフレームワークを開発した。TABARIソフトウェアは、CAMEOフレームワークに従ってイベントデータを自動的にコーディングすることができた。
JABARI-NLPと呼ばれるTABARIの改良版は、ロッキード・マーティン先端技術研究所によるIntegrated Conflict Early Warning System（ICEWS）データベースに使用された。TABARIとCAMEOは、シュロットがカレフ・リータルらと共同で作成したGDELT プロジェクト（Global Database of Events, Language, and Tone）のイベントコーディングにも使用されている。
シュロットが作成したロジスティック回帰モデルは、ロッキード・マーティンがICEWSのために使用した予測アルゴリズムに組み込むことにも成功した。

## 研究と見解の影響
シュロットの学術的業績と見解（学術的業績やブログ記事で表明されたものを含む）は、ジェイ・ウルフェルダーのブログ、予測ヒューリスティクス（Predictive Heuristics）ブログ、バッド・ヘッシアン（Bad Hessian）など、政治学におけるデータサイエンスや予測分析に関する他のブログからも頻繁に参照され、フォーリン・ポリシーでも引用されている。